# Tvrdoš
Tvrdoš (en serbe cyrillique : Тврдош) est un village de Bosnie-Herzégovine. Il est situé sur le territoire de la ville de Trebinje et dans la république serbe de Bosnie. Selon les premiers résultats du recensement bosnien de 2013, il compte 29 habitants.

## Géographie
Le village est situé à l'ouest de Trebinje, sur les bords de la Trebišnjica, un cours d'eau qui débouche pour une part dans la mer Adriatique et se jette pour une autre part dans la Neretva.
Il est entouré par les localités suivantes :
| Gornja Kočela | Grbeši  | Trebinje |
| Marić Međine  | Tvrdoš  | Trebinje |
|               | Bijelač |          |

## Histoire
Sur le territoire du village se trouve le monastère de Tvrdoš qui remonte au XVe siècle ; il est inscrit sur la liste provisoire des monuments nationaux de Bosnie-Herzégovine.

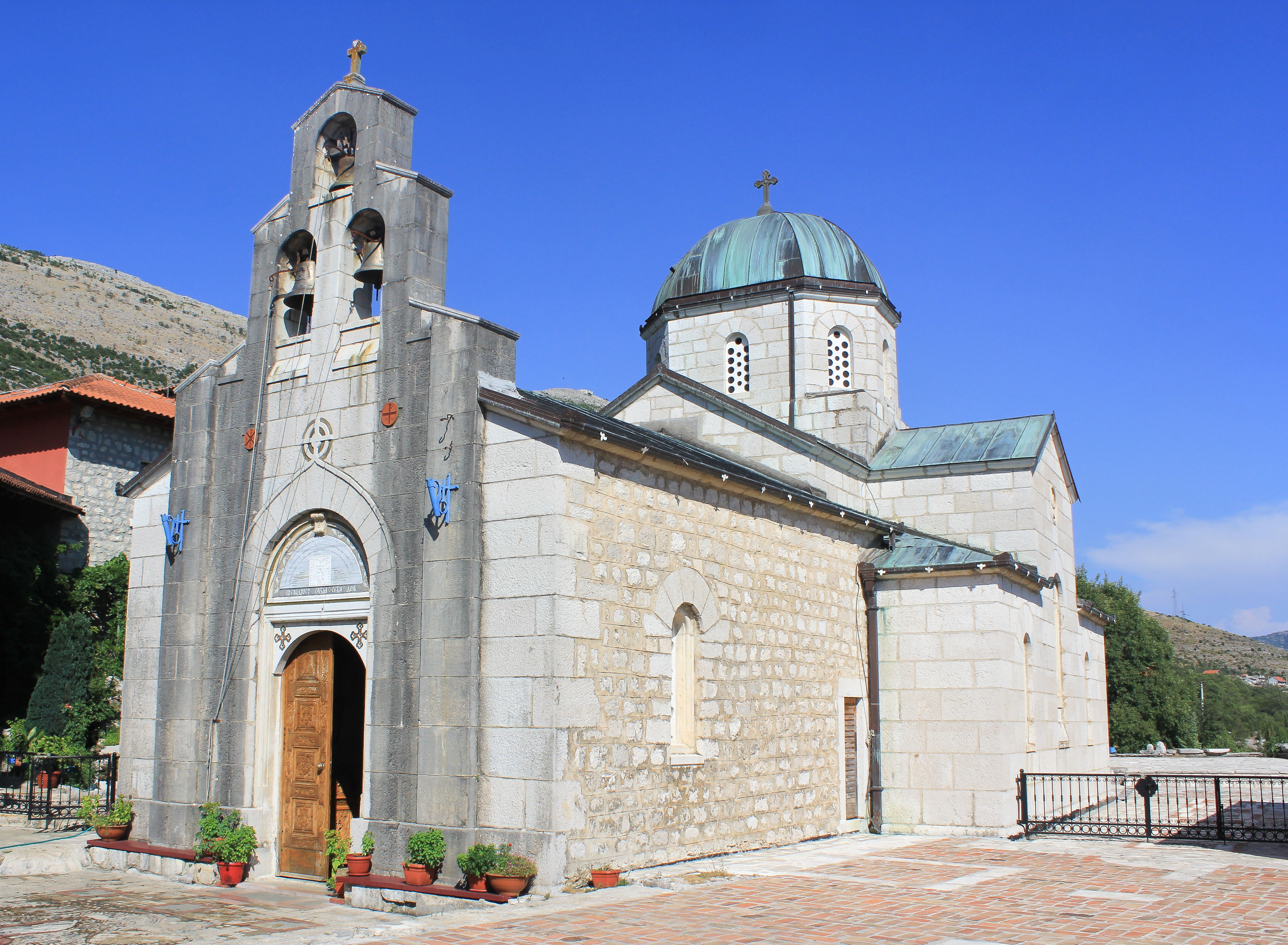
L'église du monastère de Tvrdoš

## Démographie

### Évolution historique de la population dans la localité
| 1948 | 1953 | 1961 | 1971 | 1981 | 1991 | 2013 |
| ---- | ---- | ---- | ---- | ---- | ---- | ---- |
| -    | -    | 71   | 56   | 38   | 24   | 29   |

|  |

### Répartition de la population par nationalités (1991)
En 1991, les 24 habitants du village étaient tous serbes.